# Schizopera knabeni
Schizopera knabeni är en kräftdjursart som beskrevs av Lang 1965. Schizopera knabeni ingår i släktet Schizopera och familjen Diosaccidae. Inga underarter finns listade i Catalogue of Life.